# کوه‌های سپید (سرزمین میانه)
کوه‌های سفید که ترجمه غیر دقیق Ered Nimrais (کوه‌های شاخ سفید) از زبان سینداری است رشته کوهی خیالی در سرزمین میانی جان رونالد روئل تالکین است. این کوه‌ها به سبب یخچال‌های طبیعی آن چنین نامیده شده‌اند.
این رشته کوه اکثراً در شرق-غرب واقع است ولی قسمتی شمالی هم دارد که توسط گذرگاه روهان از کوه‌های مه‌آلود (Hithaeglir) جدا شده‌است. حتی در زمستان در مناطق جنوبی گاندور و روهان کوه‌های سفید پوشیده از برف است که اشاره به بلندی خیلی زیاد آن دارد. این رشته کوه هیچ گذرگاهی ندارد و راه‌های مردگان از زیر آن میگذرد ولی فقط دلیرترین‌ها یا بی‌پروایان از آن می‌گذرند.
کوه‌های سفید مرز شمالی گاندور و جنوبی روهان به جز شرقی‌ترین استان‌های آن‌ها را شکل می‌دهد. استان انورین گندر در شمال این کوه‌ها است. قله‌های مورد توجه آن ایرنساگا(irensaga)«اره آهنین» و شاخ خشن (starkhorn) هستند. در بین این دو دوییموربرگ ورودی راه‌های مردگان قرار دارد. در انتهای شرقی شهر میناس تیریس (minas tirith) از داخل کوه تراشیده شده‌است. سیگنال‌های اخطار گندر در هفت قله این کوه‌ها گذاشته شده‌اند: امون دین (amon din)، ایلنلاچ(eilenach)، ناردل(nardol)، ارلاس (erelas)، مین-ریمن (min-rimmon)، کلنهاد (calenhad)و هالیفیرین (halifirien).
چندین رودخانه جاری هستند. میان آن‌ها ادرن (انشعابی از ایزن) و اسنوبرن و مرینگ استریم (انشعاب‌هایی از انتواش) در قسمت جنوبی ارویی (انشعابی از اندویین) و رینگلو و انشعاب ان سیریل که همگی با هم با مورسوند در ادهلوند نزدیک دول امروس و لفنوی و انفالاس و پنج رودخانه لبنین وارد خلیج بلفاست می‌شوند.
در دوره دوم کوه‌های سفید محل سکونت مردمی مرتبط با دانلندینگز‌ها که خادمان سایرون بودند بود که سوگند وفاداری به ایزیلدور خورده بودند. زمانی که به وی خیانت کردند لعنت شدند و به مردان مردهٔ دان هاروی معروف گشتند. قبل از آن‌ها در کوه‌های سفید پوکل-من یا دروادین زندگی می‌کردند.